# Oberonia suborbicularis
Oberonia suborbicularis är en orkidéart som beskrevs av Cedric Errol Carr. Oberonia suborbicularis ingår i släktet Oberonia och familjen orkidéer. Inga underarter finns listade i Catalogue of Life.